# Czarkówka Duża
Czarkówka Duża – wieś w Polsce położona w województwie podlaskim, w powiecie siemiatyckim, w gminie Perlejewo.
W latach 1975–1998 miejscowość administracyjnie należała do województwa łomżyńskiego.
Wierni kościoła rzymskokatolickiego należą do parafii Przemienienia Pańskiego w Perlejewie.

## Historia
Czarnkowka wymieniona w roku 1449. 
Według ksiąg sądowych powiatu drohickiego z roku 1452 bracia: Paweł, Jan i Grot potwierdzili pod przysięgą, że wielki książę Witold nadał ich ojcu dziedzinę zwaną Czarkówką. W drugiej połowie wieku XV żyjący tu Piotr Zawada przeprowadził sprawę sądową z dziedzicami z Kosianki. 
Z tej miejscowości wywodzi się ród Czarkowskich. Według herbarza Adama Bonieckiego Czarkowscy pieczętowali się herbem Awdaniec. 
W roku 1528 na popis ziemian województwa podlaskiego stawiło się 4. jeźdźców z tego zaścianka. Liczni Czarkowscy zjawili się w Drohiczynie w roku 1569 w czasie składania przysięgi na wierność królowi polskiemu. Podpisywali się: z Czarkowka, z Czarkowki, z Czarkowska. Spis podatkowy z 1580 roku informuje o nazwach poszczególnych zaścianków Czarkówki: Rotmi, Biditky, Dobki, Zawaday, Chudaki i Oleksicz. Tworzyły one tzw. okolicę szlachecką.
Wzmiankowani Czarkowscy:
- w 1556 roku Walenty Czarkowski podstarości piński
- Marcyan, syn Wojciecha z Czarkowy, pisarz kowelski (1582)
- Stanisław [Czarkowski] wojski nowogrodzki, podpisał pacta conventa Władysława IV
- Krzysztof z województwem nowogrodzkiem pisał się na elekcyę Augusta II
- Michał i Józef, stronnicy Augusta III głosowali za nim w 1738 r.
- Mikołaj i Tomasz, podpisali z Ziemią mielnicką obiór Stanisława Augusta[10]
- w 1766 r. wzmiankowany Tomasz, cześnik drohicki
- w 1779 wymieniono Tomasza, komornika ziemskiego, drohickiego
- wielu Czarkowskich notowano na Ukrainie[10]

Czarkówka była wsią rozległą i z czasem rozpadła się na dwie zasadnicze części: Czarkówkę Dużą i Małą. O takim podziale informują źródła z końca XVIII w.
Pod koniec XIX w. Czarkówka Wielka i Mała były zamieszkałe zarówno przez drobną szlachtę, jak i przez ludność chłopską. W 1887 roku Czarkówka Duża wraz z tzw. Roliznami liczyła 24 domy, (7 należało do włościan, pozostałe do szlachty). Łącznie wieś zamieszkiwało 68 mężczyzn i 65 kobiet. Grunty uprawne były bardzo żyzne. Do mieszkańców należał także wystarczający na ich potrzeby obszar łąk oraz las opałowy i budowlany.
Według spisu ludności z roku 1921 wieś liczyła 26 domów i 179 mieszkańców. Wszyscy zadeklarowali się jako Polacy i katolicy. Do 1934 roku miejscowość należała do gminy Skórzec.